# علی دانش منفرد
علی دانش منفرد (زادهٔ ۱۳۲۰ در آشتیان) نمایندهٔ حوزهٔ انتخابیهٔ تفرش، آشتیان و فراهان در دورهٔ هفتم مجلس شورای اسلامی بوده‌است. وی پیش‌تر در دورهٔ چهارم نیز عضو این مجلس بوده است. وی همچنین استاندار استان‌های همدان، فارس و مرکزی بوده سابقهٔ معاونت در وزارت صنایع و وزارت نیرو دارد. او از مؤسسان سپاه پاسداران انقلاب اسلامی و نخستین فرماندهٔ غیررسمی آن بود.